# Königliches Institut Thailands

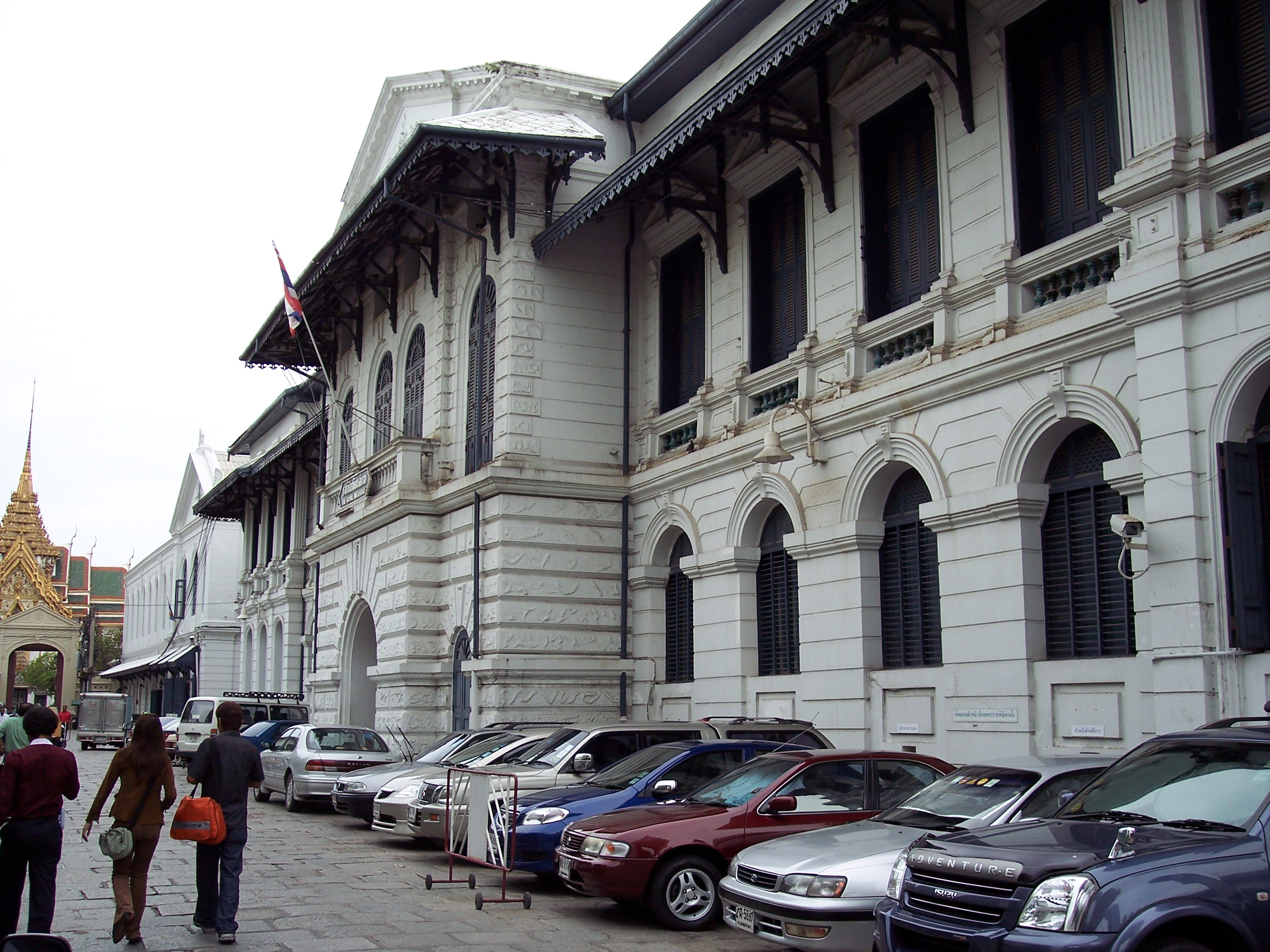
Ehemaliger Standort des Königlichen Instituts auf dem Gelände des Großen Palasts

Das Amt der Königlichen Gesellschaft (thailändisch สํานักงานราชบัณฑิตยสภา, RTGS Samnakngan Ratchabandittayasapha, Aussprache: [râːtt͡ɕʰábandìttàjásàpʰaː]; englisch Office of the Royal Society) ist das Sekretariat der thailändischen Akademie der Wissenschaften und zugleich eine Regierungsbehörde. Es trat 2015 an die Stelle des Königlichen Instituts (thailändisch ราชบัณฑิตยสถาน, RTGS Ratchabandittayasathan). Es ist vor allem bekannt für die Aufstellung von verbindlichen Richtlinien für die thailändische Sprache und die Herausgabe von Wörterbüchern.

## Gründung
Das Königliche Institut Thailands wurde am 31. März 1934 durch das vom thailändischen Repräsentantenhauses beschlossene Gesetz über das Königliche Institut gegründet. Dahinter stand der Wunsch, nach dem politischen Umbruch von 1932 (Ende der absoluten Monarchie) in Thailand eine eigene Einrichtung zu schaffen, in der thailändische Experten aus allen akademischen Wissensgebieten zusammenkommen, um im Austausch untereinander und mit westlichen Wissenschaftlern zu dem Ziel zu gelangen, eine vom Westen unabhängige, eigene thailändische akademische Landschaft der Forschung und Lehre aufzubauen, durch die Wissen an das Volk und Schüler und Studierende im Lande weitergegeben werden kann.
Das Königliche Institut sollte das von König Prajadhipok (Rama VII.) am 19. April 1926 gegründete Königliche Konzil (ราชบณฑิตยสภา, Ratchabandittayasapha) ersetzen. Das Königliche Institut wurde bei der Gründung personell völlig neu besetzt, während die Mitglieder des nun aufgelösten Königlichen Konzils in das neu gegründete Fine Arts Department übernommen wurden.
Im Februar 2015 wurde das Königliche Institut durch ein Gesetz des nach dem Putsch eingesetzten „Nationalen Legislativrats“ in „Amt der Königlichen Gesellschaft“ umbenannt. Der Rat der Mitglieder des Königlichen Instituts heißt nun „Königliche Gesellschaft“ (Ratchabandittayasapha). Der Name nimmt Bezug auf den alten, vorkonstitutionalistischen Namen. 47 Mitglieder des Königlichen Instituts, darunter der Vorsitzende Pakon Adunphan, protestierten in einem offenen Brief gegen die Umbenennung.

## Arbeitsfelder
Verschiedene Komitees des Königlichen Instituts, ca. 44–50 an der Zahl, erarbeiten Fachterminologie, Wörterbücher, Enzyklopädien und ein Ortsverzeichnis und betreiben Sprachplanung. Des Weiteren sorgt das Königliche Institut für die Übersetzung und Herausgabe diverser Sachbücher.